# Haque (film)
Pour les articles homonymes, voir Haque.
Pour plus de détails, voir Fiche technique et Distribution.
Haque est un film politique du cinéma indien, en langue hindi, réalisé en 1991, par Harish Bhosle et produit par Mahesh Bhatt. Il met en vedette Dimple Kapadia, Anupam Kher, Aasif Sheikh (en) et Sonu Walia (en).

## Synopsis
Varsha a été élevée dans une famille hindoue orthodoxe, et on lui a appris à traiter son mari comme son Dieu. Lorsqu'elle épouse Bittu Singh, un politicien influent, elle décide d'être l'épouse hindoue idéale et devient son ombre, se pliant à tous ses ordres. Lorsque le moment des élections arrive, Bittu se prépare à une élection dans laquelle il pourrait devenir le ministre en chef de l'État, tandis que Varsha, enceinte, se prépare à devenir mère. Lorsque Bittu demande à Varsha de l'accompagner à l'un de ses discours, elle accepte de le faire. En chemin, ils sont attaqués, leur chauffeur est tué, Bittu et Varsha sont agressés, et en conséquence, elle perd son enfant. Bittu remporte les élections et devient le nouveau ministre en chef de l'État, laissant Varsha à l'hôpital pour faire face à sa perte et à sa souffrance mentale. Lorsque Varsha se rétablit, elle retourne auprès de Bittu, qui réside désormais dans une maison luxueuse. Une fois installée, elle exige qu'il traduise leurs agresseurs en justice. Un homme nommé Shiva est arrêté, il avoue et est condamné à plusieurs années de prison. C'est alors que Varsha rencontre un jeune journaliste nommé Sanjay, et c'est cette rencontre qui va changer sa vie et sa façon de penser à jamais, ainsi que la mettre face aux personnes qui sont responsables de la perte de son enfant.

## Fiche technique
Sauf indication contraire, les informations mentionnées dans cette section peuvent être confirmées par la base de données cinématographiques IMDb,  présente dans la section « Liens externes ».
- Titre : Haque
- Réalisation : Harish Bhosle
- Scénario : Mahesh Bhatt
- Langue : Hindi
- Genre : Film politique
- Durée : 121 minutes (2 h 01)
- Dates de sorties en salles :
  -  Inde : 29 mars 1991

## Distribution
- Anupam Kher...	     Bittu Singh
- Dimple Kapadia...      Varsha B. Singh
- Aasif Sheikh (en)...   Sanjay - Petit ami d'Alpana
- Sonu Walia (en)...     Alpana - Fille de Swami
- Paresh Rawal...	     Shiva - Frère de Swami
- Mahesh Bhatt...
- Rajendra Gupta (en)... Nandi - Editor
- Ram Mohan (en)...      Gardien de prison
- Girja Shankar...           Swami Hariprasad